# سام روس
سام روس (بالإنجليزية: Sam Ross)‏ هو مهندس أمريكي، ولد في 6 يونيو 1901، وتوفي في 12 سبتمبر 1980.

## روابط خارجية
- سام روس على موقع DriverDB.com (الإنجليزية)